# Plopsaqua Hannut-Landen
Pour les articles homonymes, voir Plopsaqua.
Plopsaqua Hannut-Landen (en néerlandais : Plopsaqua Landen-Hannuit) est un parc aquatique belge situé à Avernas-le-Bauduin section de la commune d'Hannut. Il est le deuxième parc Plopsaqua, cinq ans après Plopsaqua De Panne.

## Description
Le contrat liant Studio 100 d'une part, et les communes de Landen et d'Hannut d'autre part, est signé le 9 février 2018. Les deux communes possédaient chacune une piscine vieillissante et coûteuse, et le choix s'est porté sur la création d'une nouvelle structure via un partenariat public-privé. Le permis de construire est accordé le 12 février 2019. L'appel d'offres mettait en concurrence Belpark (Walibi Belgium), SportOase et Studio 100. Le coût de construction est de 22 500 000 euros. La superficie est supérieure à celle de Plopsaqua De Panne avec 4 800 mètres carrés. Quatre-cent-mille visiteurs sont attendus chaque année. Le complexe peut recevoir 1 200 personnes en même temps et sa capacité journalière est de 3 600 personnes. La température dans les bassins varie de 26 à 34 degrés. Les travaux débutent en mai 2019.
Le parc est situé dans la section d'Avernas-le-Bauduin d'Hannut, entre cette dernière et Landen, bien visible depuis l'autoroute A3, partie de la route européenne 40, et la LGV 2. Il est situé le long de l'ancienne ligne 127, transformée en RAVeL. Le parc dispose d'un parking de 393 places pour les voitures et douze pour les autocars.
Là où le personnage principal est Vic le Viking à Plopsaqua De Panne, les personnages centraux sont ici Maya l'abeille et Bumba le clown. Plopsaqua Hannut Landen propose une piscine sportive, une piscine à vagues, une piscine extérieure, un espace sauna et jacuzzi, une rivière sauvage, une pataugeoire, une plaine de jeux aquatique, trois grands toboggans aquatiques dont un musical et lumineux, un autre à bouées et Sky Drop, toboggan à trappe doté d'une chute libre.
Le parc ouvre partiellement le 11 décembre 2020. En raison des mesures dues à la pandémie de Covid-19, la piscine est la seule installation accessible au public.
Les huit couloirs de la piscine sportive reçoivent alors seize nageurs par heure, six nageurs d'Hannut disposent de trois couloirs, tout comme six nageurs de Landen. Les deux derniers couloirs sont accessibles à quatre clients Plopsa. Le 4 janvier 2021, les écoles maternelles et primaires d'Hannut et de Landen accèdent à la piscine sportive.
Des ombrières solaires sont installées par-dessus le parking en 2024.

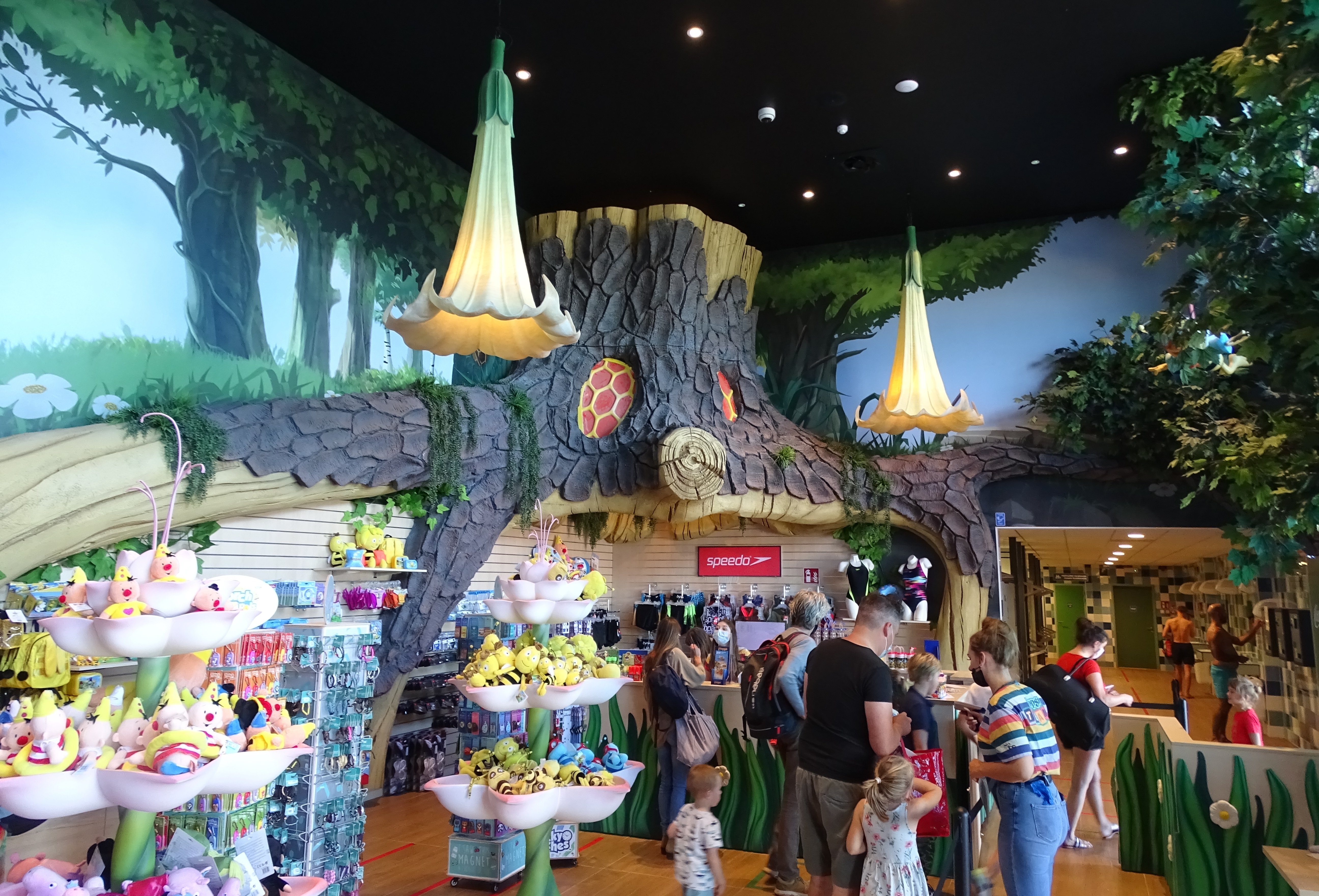
L'entrée et la boutique.
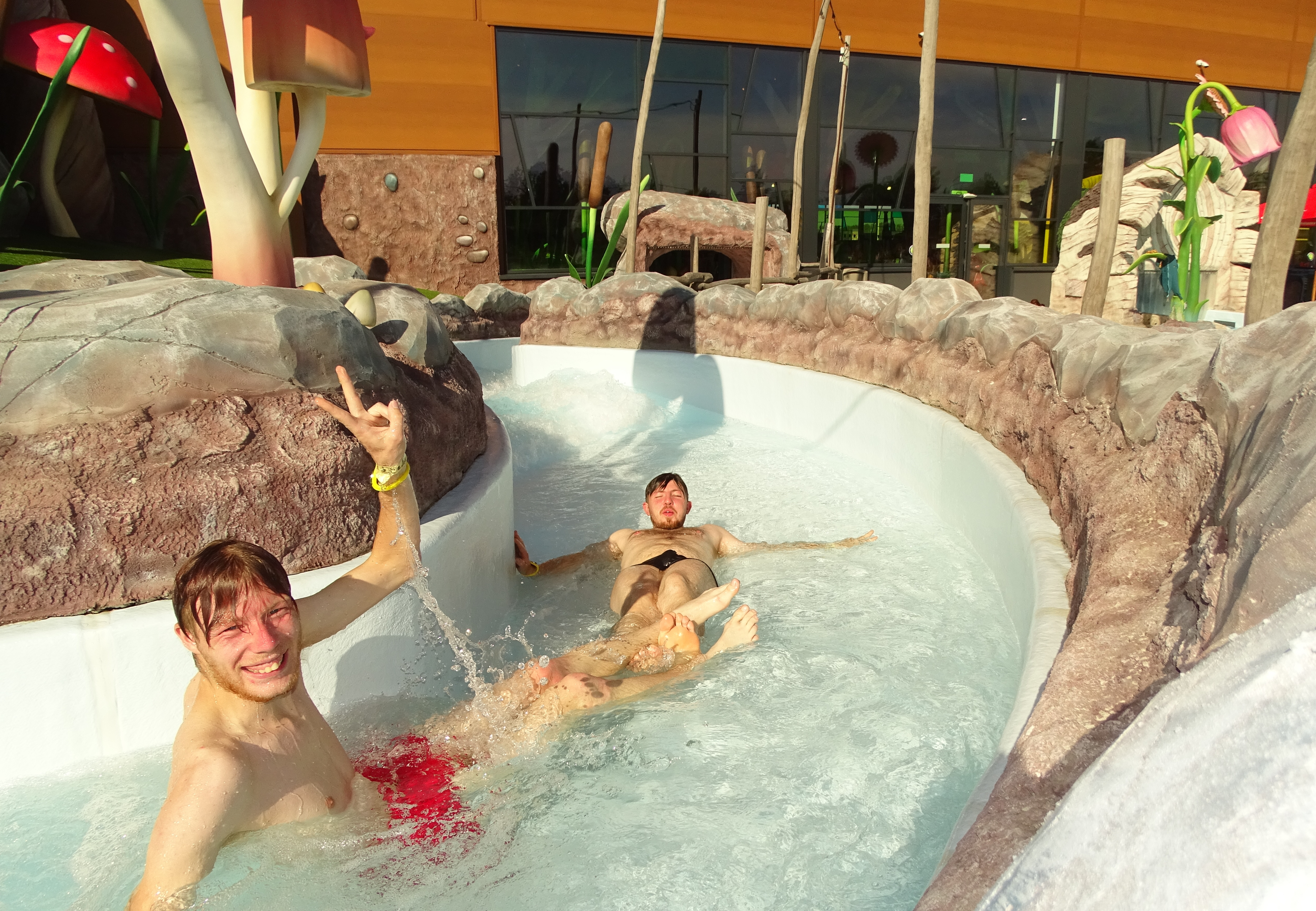
Wild river.
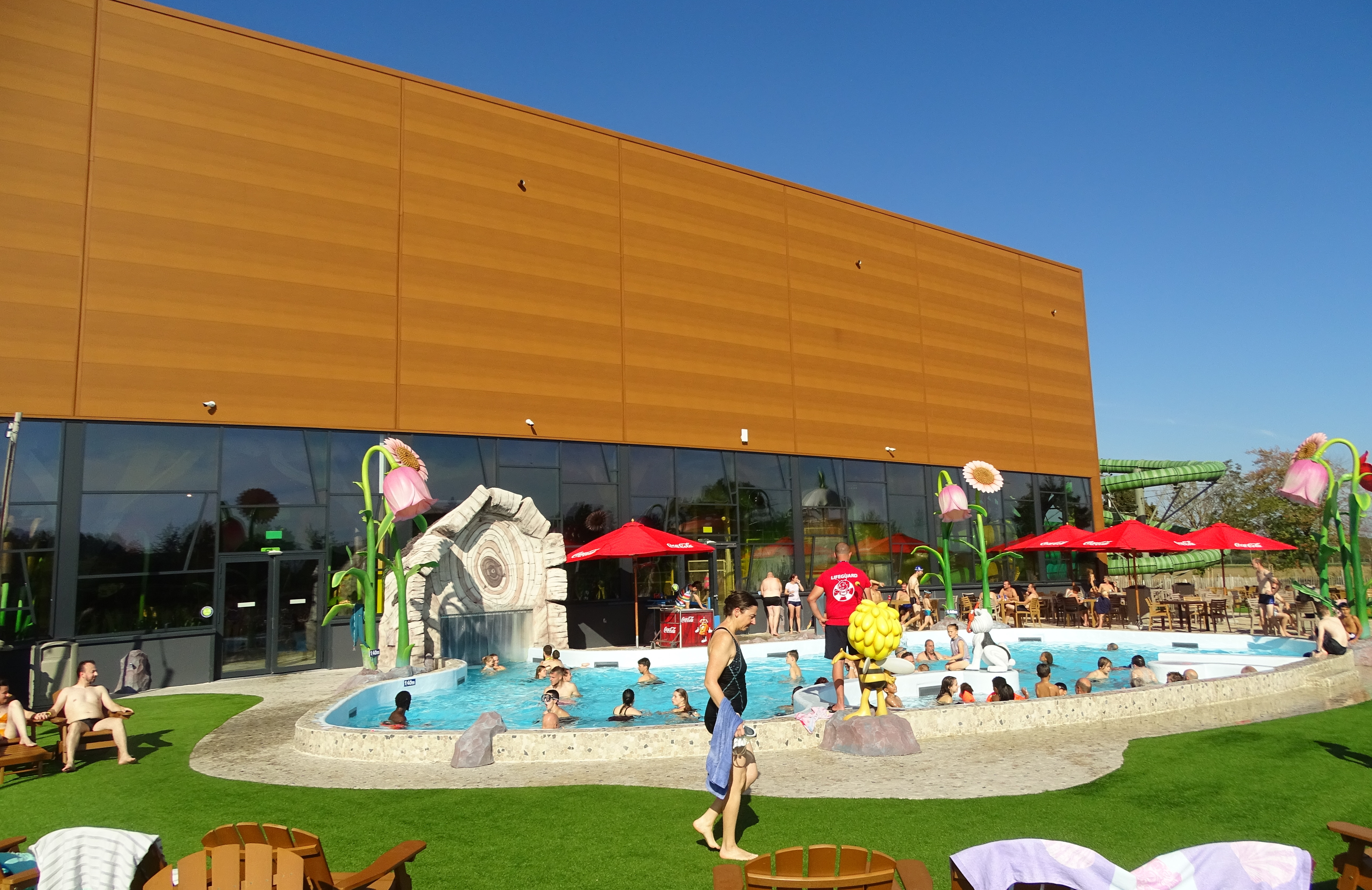
Bassin extérieur.
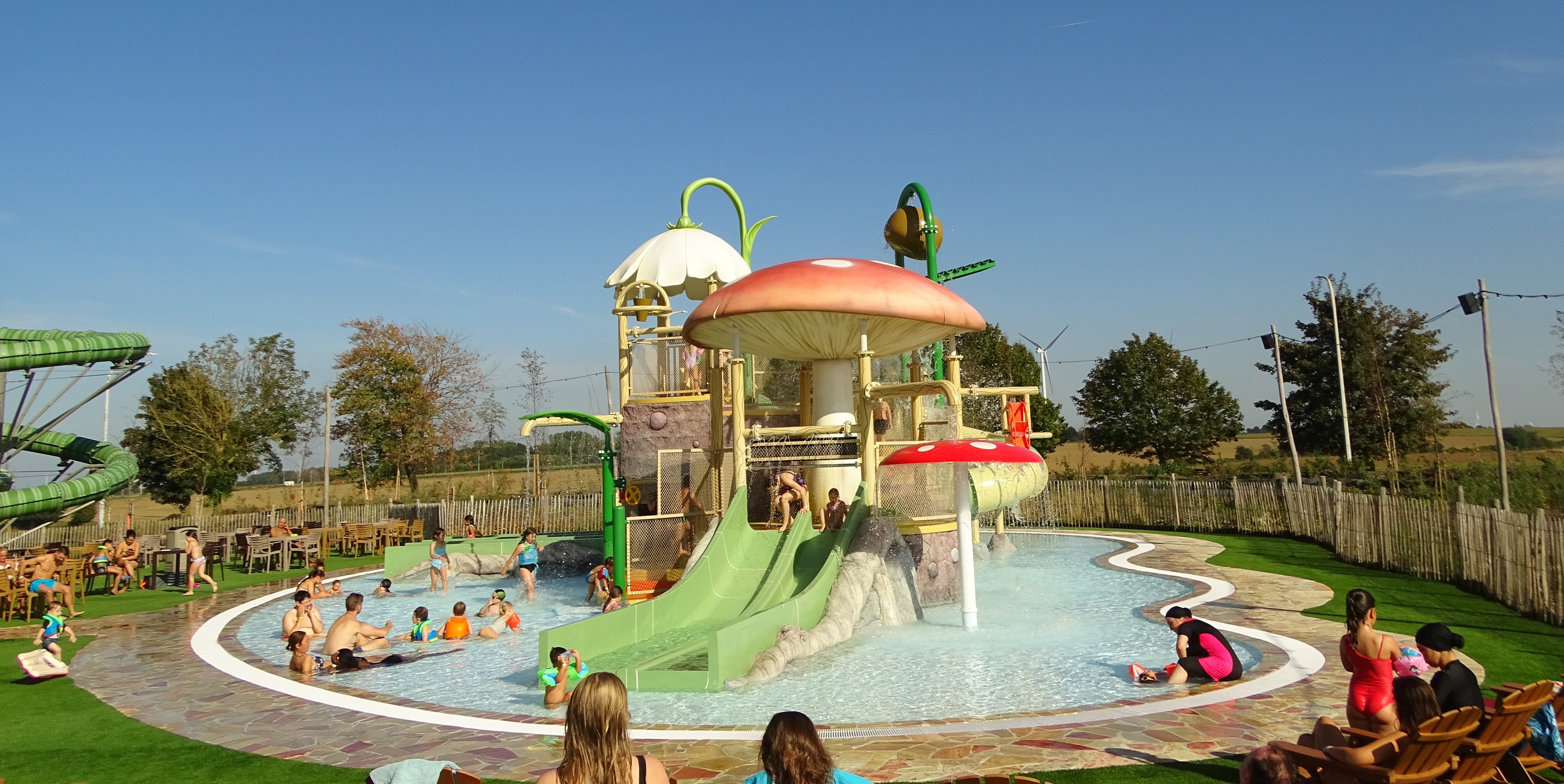
La plaine de jeux extérieure.
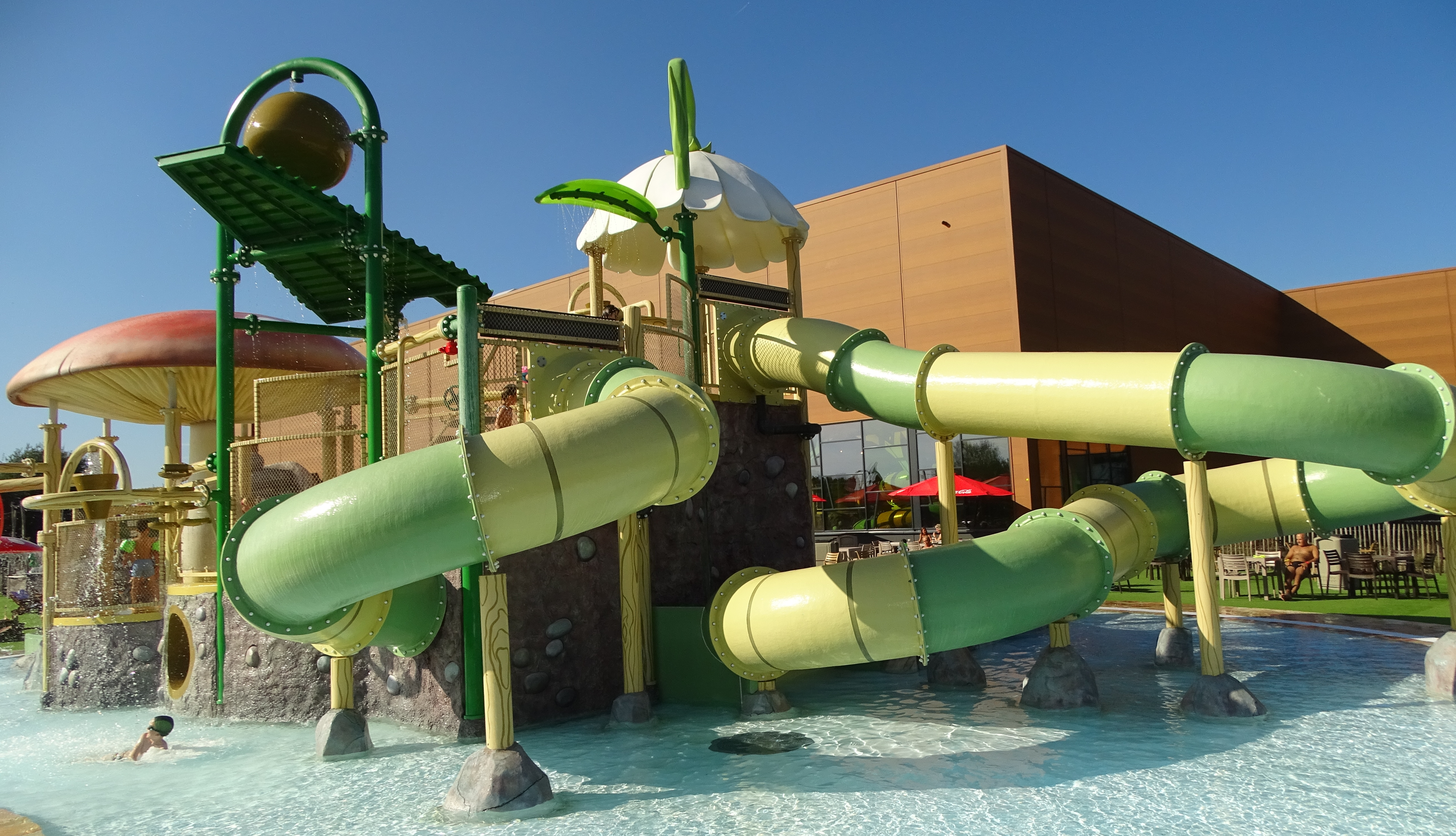
La plaine de jeux extérieure.
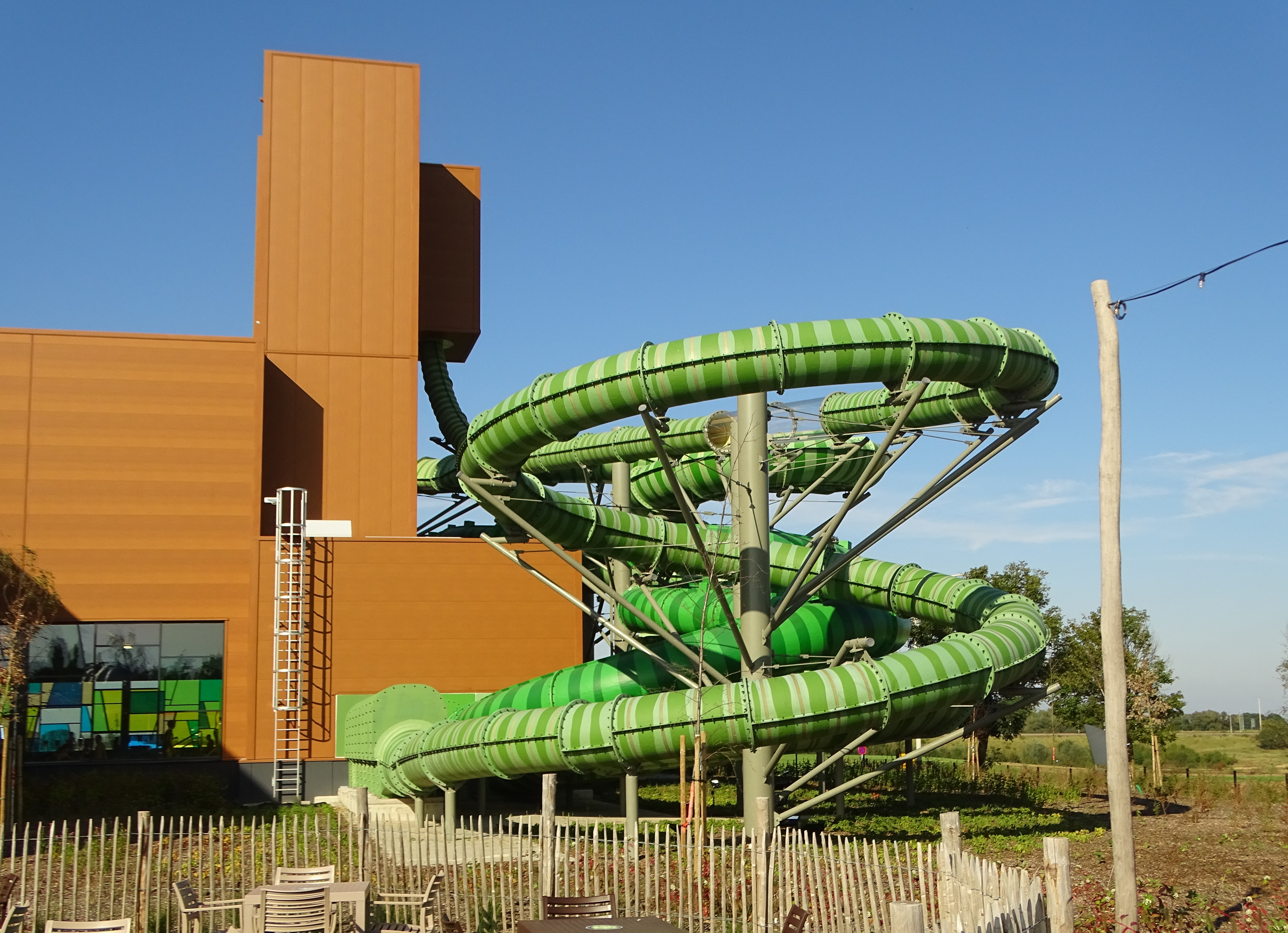
La tour à toboggans.
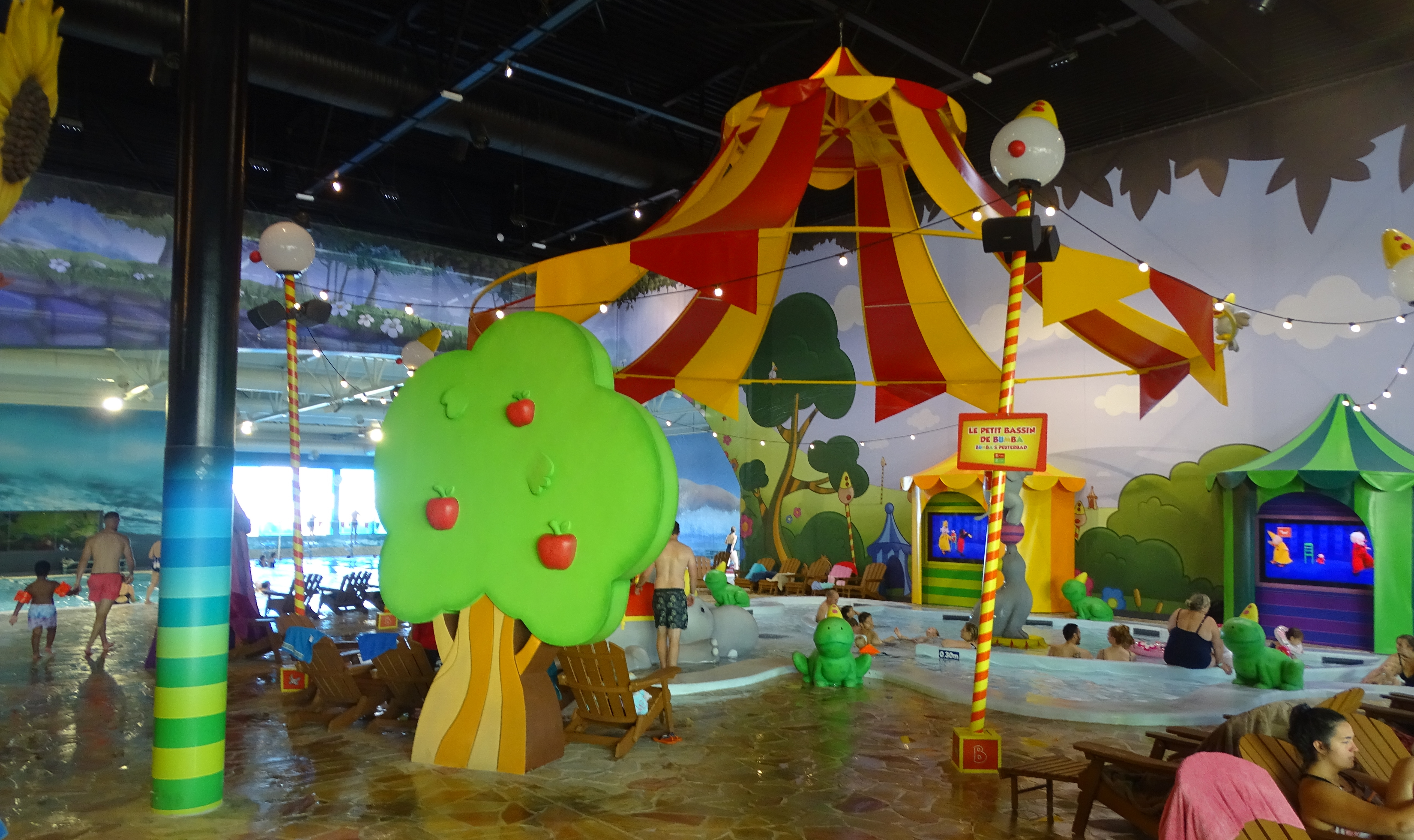
La zone Bumba.
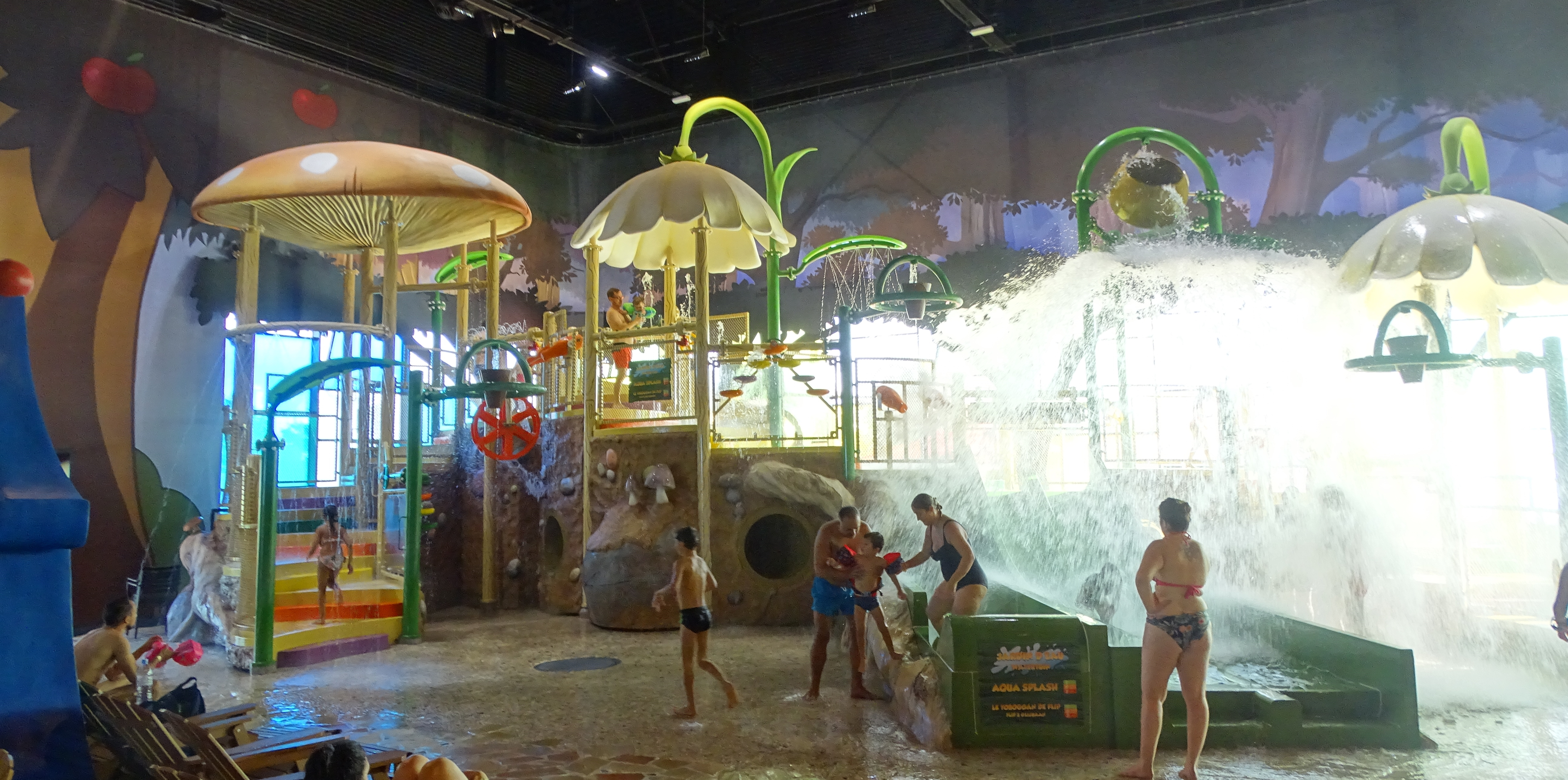
La plaine de jeux intérieure.
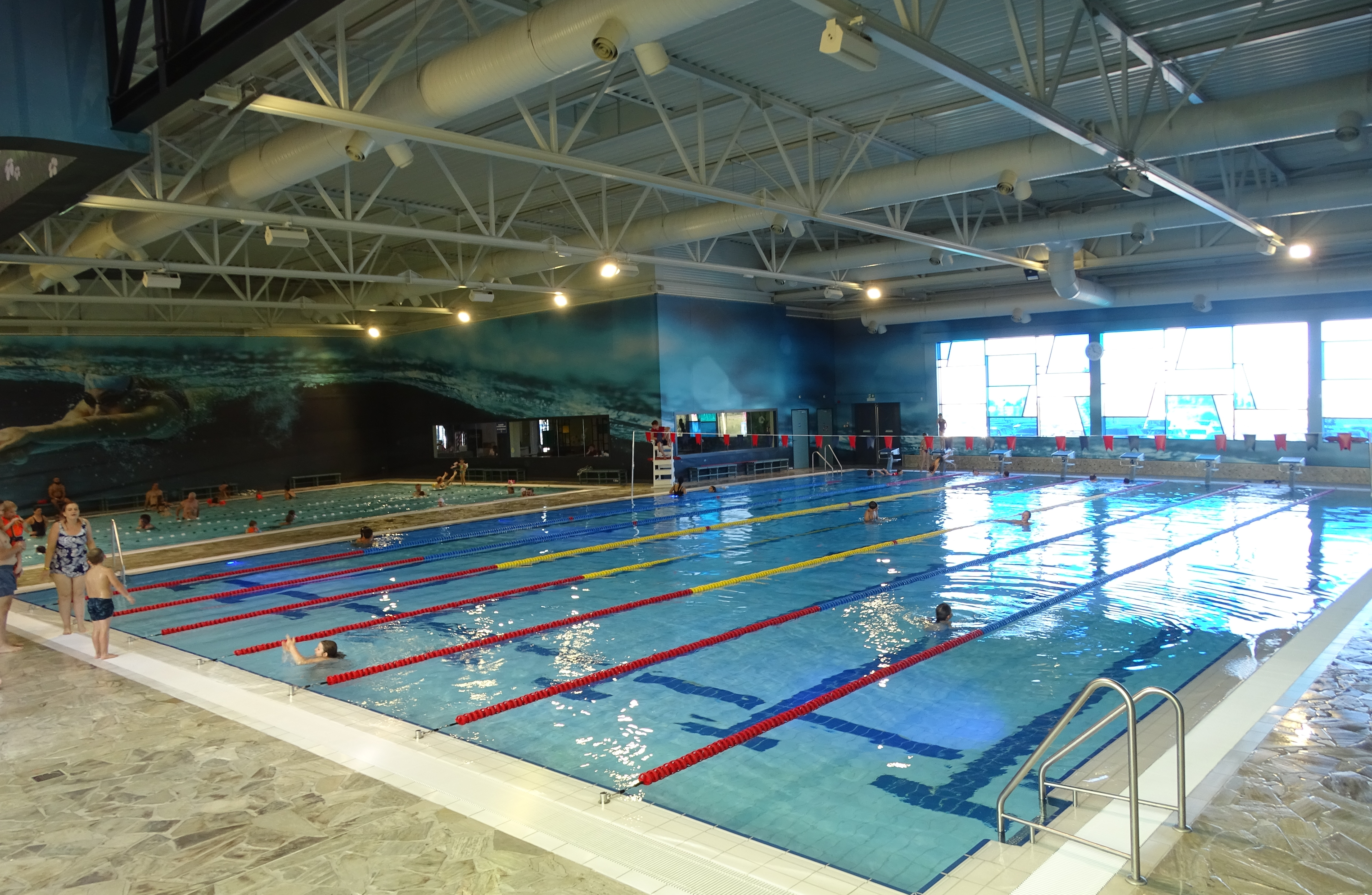
Le grand bassin de natation.
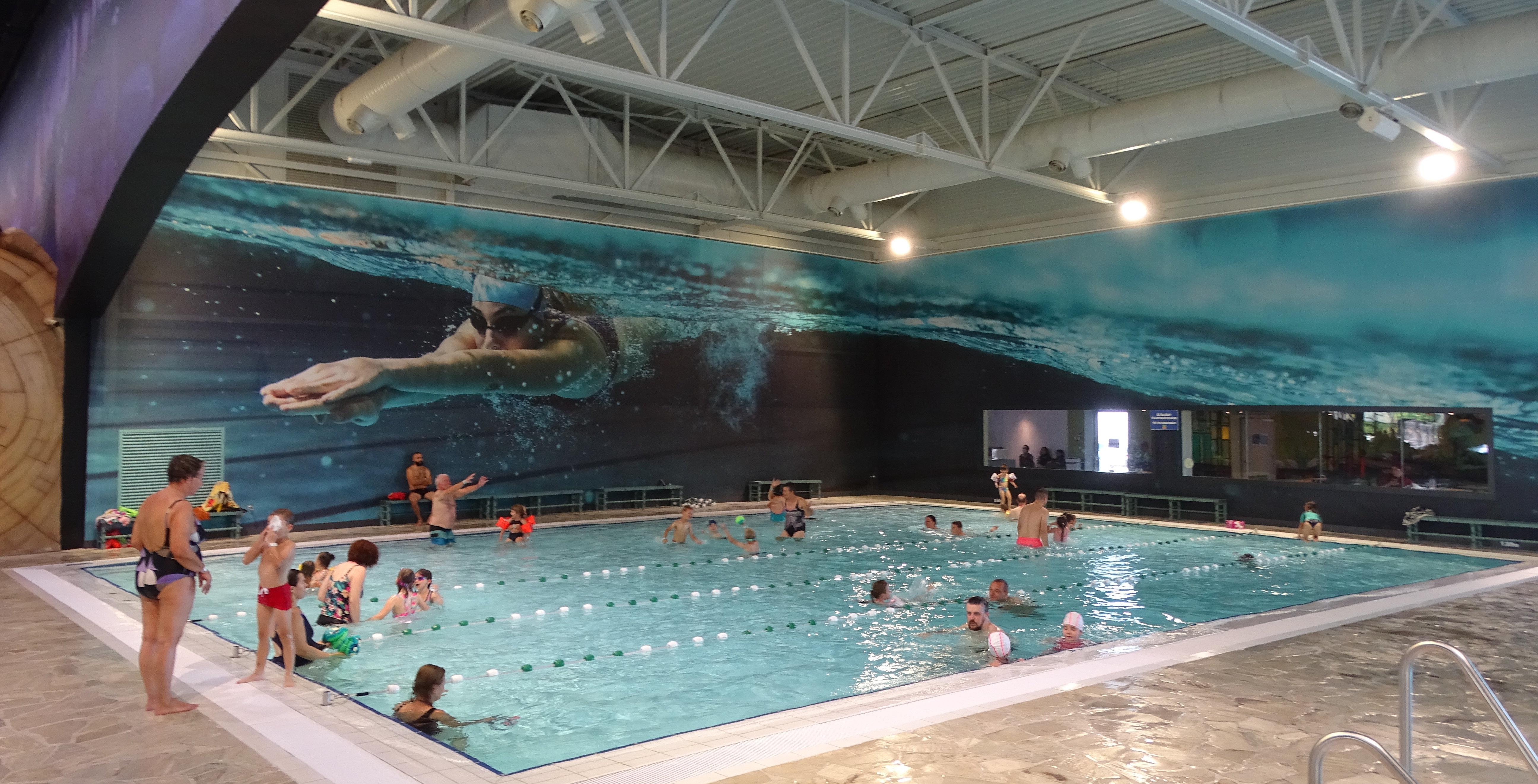
Le petit bassin de natation.
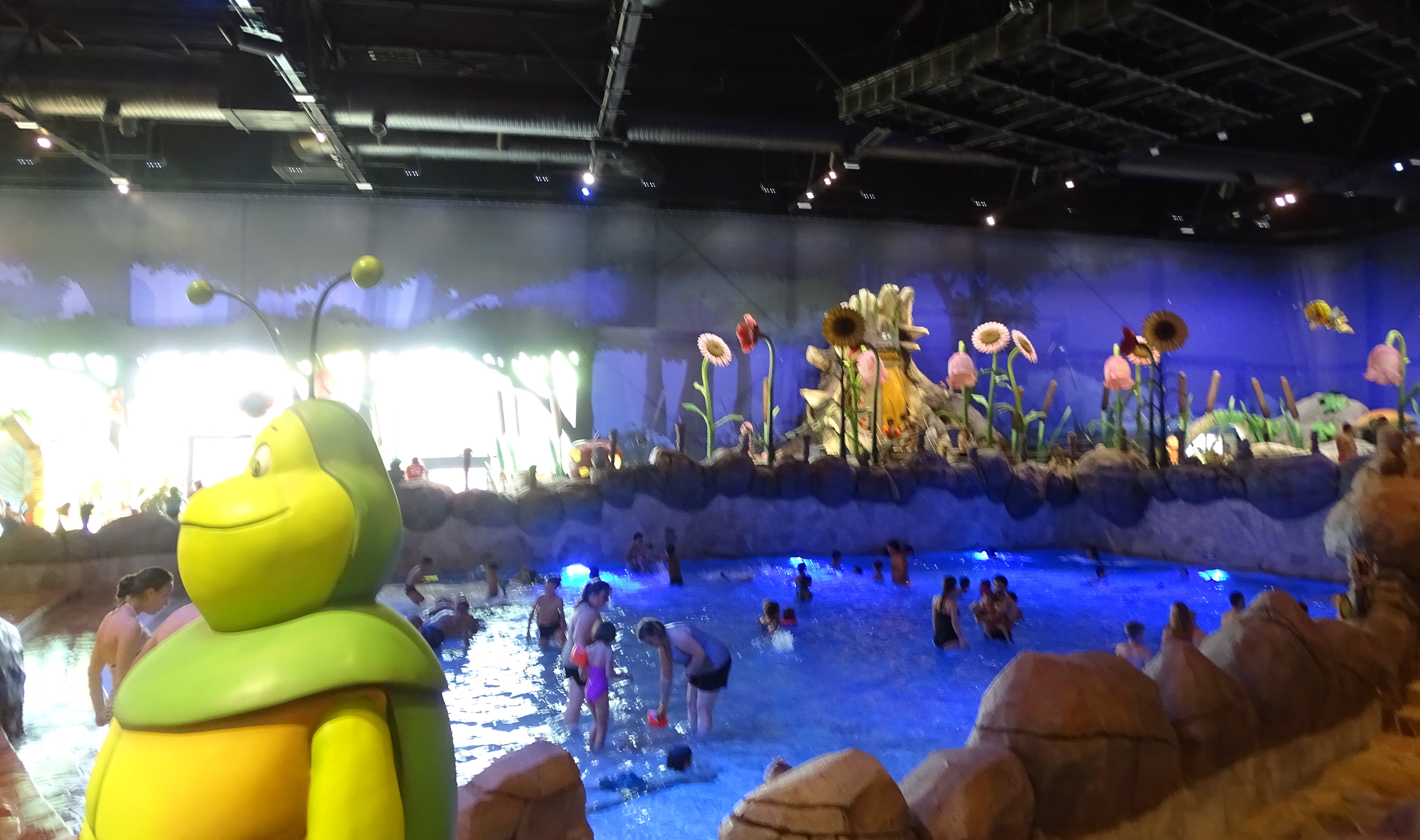
La piscine à vagues.
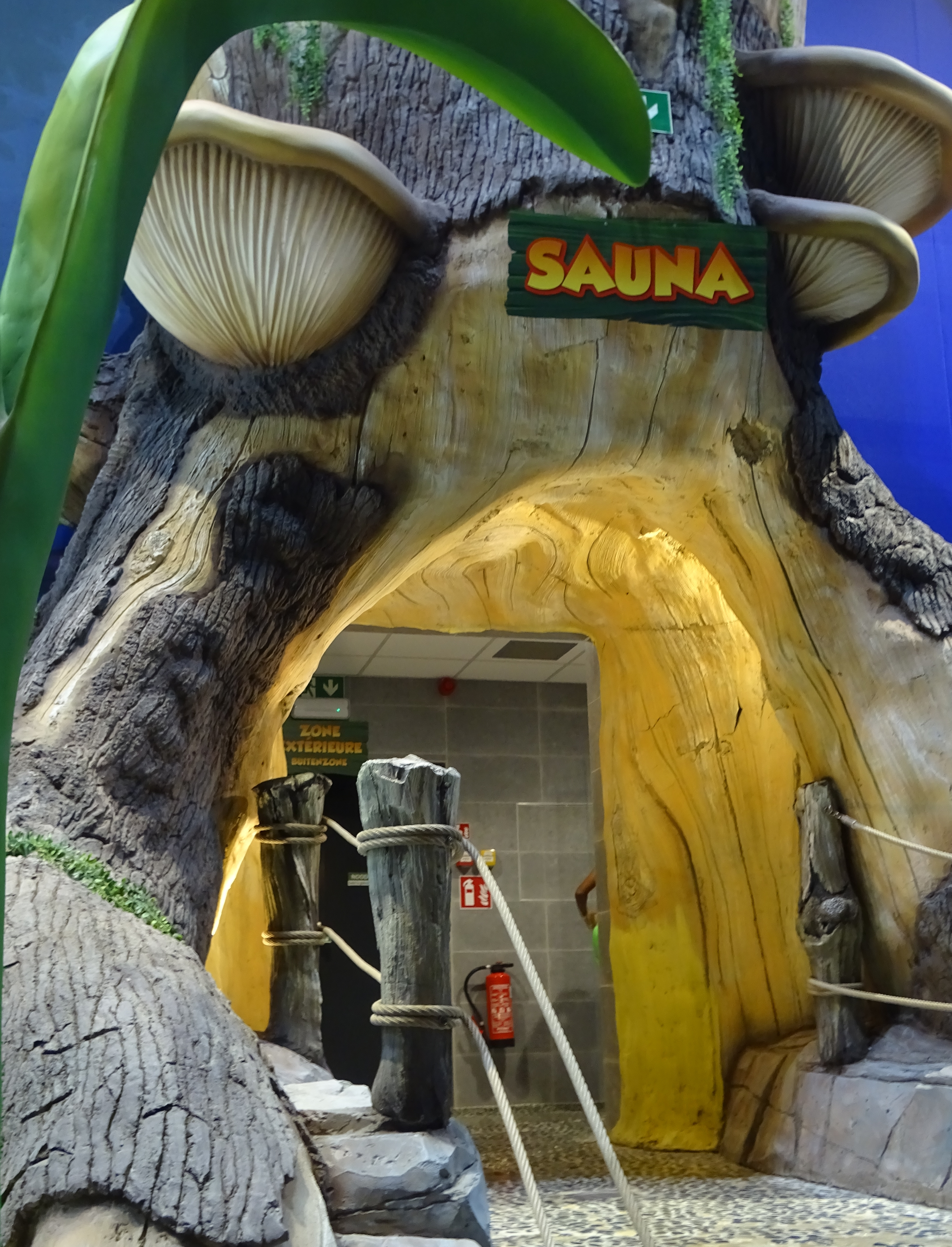
L'entrée du sauna.
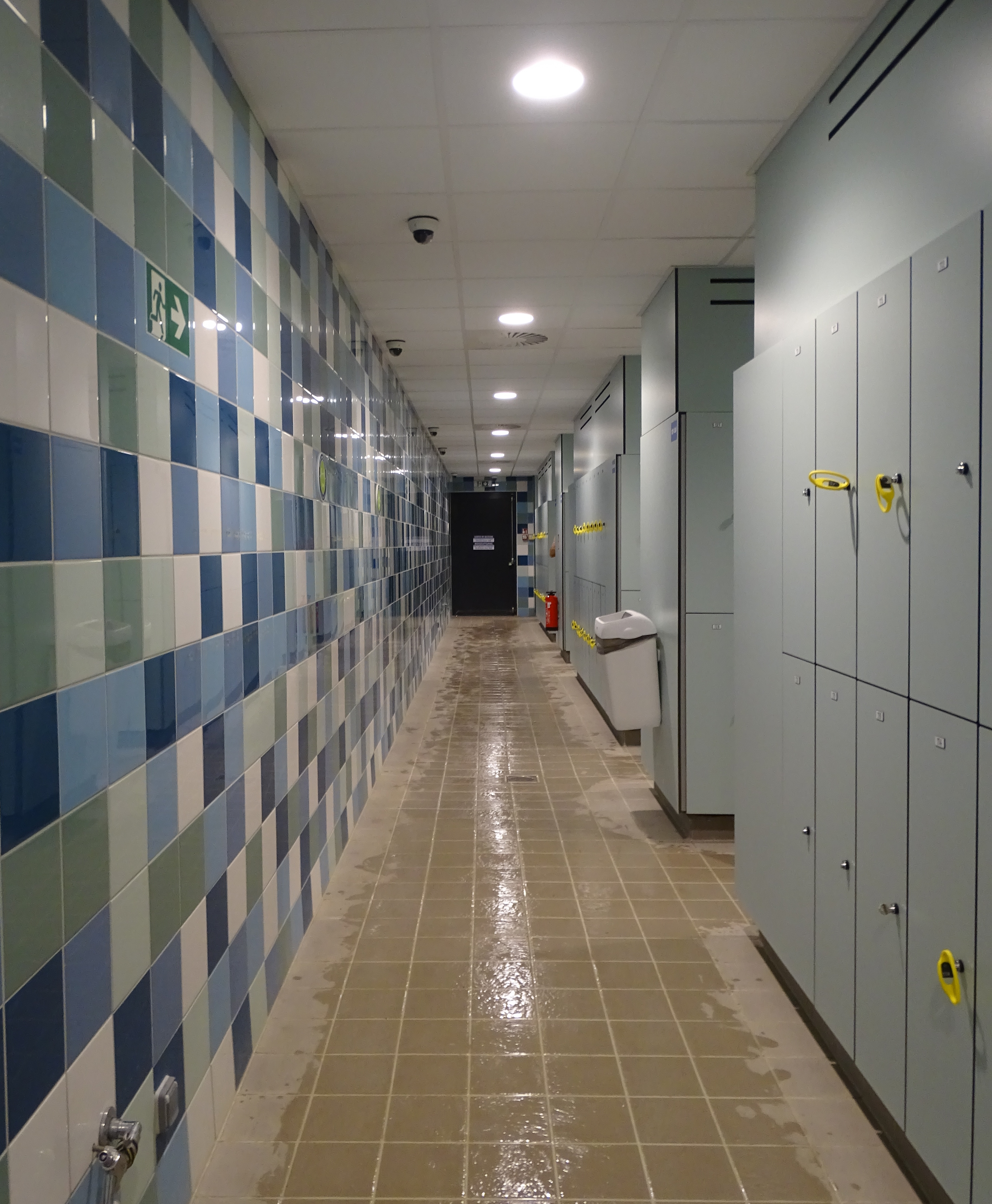
Les vestiaires.

## Fréquentation
Fréquentation annuelle 

332 000 (2021)